# SAE J1939

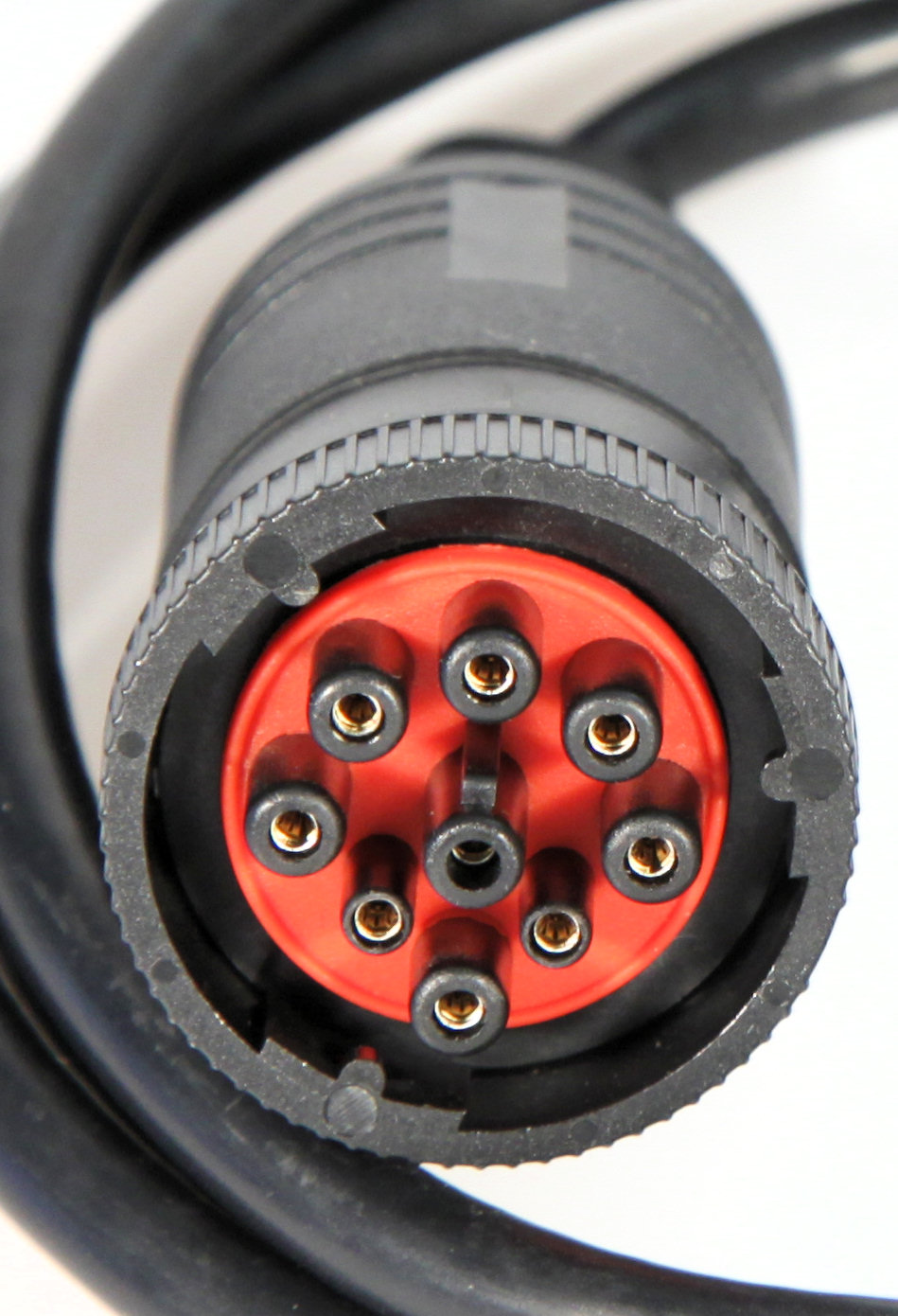
Câble noir avec une prise de 9 broche apparente. La taille parait assez grande.

Le SAE J1939 est un protocole de communication de haut niveau utilisé sur le bus de terrain CAN. Il utilise principalement la norme CAN 2.0 B comportant des identifiants de message codés sur 29 bits.
Ce protocole spécifie l'utilisation du CAN sur les diverses couches du modèle OSI (3 à 7). Ses applications sont diverses, mais sont principalement dans les marchés du camion, et des véhicules lourds ou spéciaux.
J1939 est aussi le protocole de base utilisé pour les protocoles ISO11783/ISOBUS (agriculture) et NMEA2000 (maritime), qui eux définissent plus précisément la couche applicative.

## Groupes de paramètres
Les trames de données circulant sur le CAN J1939 sont identifiées par leur PGN (Parameter Group Number). Un groupe de paramètres regroupe des informations qui se ressemblent (exemples : fluides du moteurs, températures moteur...)
On trouvera donc l'information souhaitée dans un PGN particulier, il faudra ensuite en extraire LE paramètre voulu.
PGN particulier : trame DM1 Multipacket
```
 → trame de remontée de défaut : la zone de données peut excéder les 8 octets habituels si plusieurs défauts sont activés.
```

## Interprétation des identificateurs CAN
L'indentifieur CAN dans l'ordre
1. Bit 1 à 3 : Priorité
2. Bit 4 : Réserve
3. Bit 5 : Plage de données
4. Bit 6 à 13 : Format PDU
5. Bit 14 à 21 : Spécifique PDU
6. Bit 22 à 29 : Adresse Source

Si le champ format PDU est inférieur à 240, la communication est alors de type « Point à Point ». Dans ce cas le champ spécifique PDU contient alors l'adresse destination.
- L'adresse 255 est globale, cela veut dire vers tous les nœuds.
- L'adresse 254 est nulle, elle ne s'utilise que dans des cas spécifiques.

Si le champ format PDU est supérieur ou égal à 240, la communication est alors de type « diffusion ». Dans ce cas le champ spécifique PDU ajouté au champ format PDU crée le Numéro du Groupe de Paramètre (PGN).

## Sources
Documents SAE :
1. SAE J1939 Recommended Practice for a Serial Control and Communications Vehicle Network
2. SAE J1939-11 Physical Layer—250 kbit/s, Shielded Twisted Pair
3. SAE J1939-13 Off-Board Diagnostic Connector
4. SAE J1939-15 Reduced Physical Layer, 250 kbit/s, Un-Shielded Twisted Pair (UTP)
5. SAE J1939-21 Data Link Layer
6. SAE J1939-31 Network Layer
7. SAE J1939-71 Vehicle Application Layer
8. SAE J1939-73 Application Layer - Diagnostics
9. SAE J1939-81 Network Management Protocol